# Leptosomatum behringicum
Leptosomatum behringicum is een rondwormensoort uit de familie van de Leptosomatidae. De wetenschappelijke naam van de soort is voor het eerst geldig gepubliceerd in 1916 door Filipjev.